# John Smart (Freestyle-Skier)
John Warren Smart (* 20. Februar 1965 in Témiscaming, Québec) ist ein ehemaliger kanadischer Freestyle-Skier. Er startete in den Buckelpisten-Disziplinen Moguls und Dual Moguls.

## Werdegang
Smart startete im Januar 1987 in Breckenridge erstmals im Weltcup, wobei er den 25. Platz im Moguls errang und erreichte in der Saison 1988/89 mit dem siebten Platz in Calgary sowie den vierten Rang in Åre seine ersten Top-Zehn-Platzierungen im Weltcup. Er kam damit auf den 20. Platz im Moguls-Weltcup und belegte beim Saisonhöhepunkt, den Weltmeisterschaften 1989 in Oberjoch, den sechsten Platz im Moguls-Wettbewerb. In der Saison 1989/90 kam er fünfmal unter den ersten Zehn und errang in La Clusaz mit dem zweiten Platz seine erste Podestplatzierung im Weltcup. Er belegte damit abschließend den 25. Platz im Gesamtweltcup und den sechsten Rang im Moguls-Weltcup. Nach den Plätzen 56 sowie 19 zu Beginn der Saison 1990/91, holte er in Zermatt seinen ersten Weltcupsieg und sprang mit sechs weiteren Top-Zehn-Ergebnissen, darunter Platz drei in Breckenridge sowie Rang zwei in Skole den 21. Platz im Gesamtweltcup und erneut den sechsten Rang im Moguls-Weltcup. Zudem belegte er bei den Weltmeisterschaften 1991 in Lake Placid den 18. Platz im Moguls. In der Saison 1991/92 sprang er auf den 25. Platz im Gesamtweltcup sowie auf den sechsten Rang im Moguls-Weltcup und wurde bei den Olympischen Winterspielen 1992 in Albertville Fünfte im Moguls. Sein bestes Saisonergebnis dabei war der vierte Platz in Altenmarkt-Zauchensee. Zu Beginn der Saison 1992/93 holte er in Tignes seinen zweiten sowie letzten Weltcupsieg und kam im weiteren Saisonverlauf in Lake Placid sowie in Meiringen-Hasliberg jeweils auf den dritten Platz und in La Plagne sowie in Lillehammer jeweils auf den zweiten Rang. Er wurde damit Achter im Gesamtweltcup sowie Zweiter im Moguls-Weltcup und fuhr bei den Weltmeisterschaften 1993 in Altenmarkt-Zauchensee auf den siebten Platz im Moguls. Im folgenden Jahr belegte er den neunten Platz im Moguls-Weltcup und bei den Olympischen Winterspielen in Lillehammer den siebten Rang im Moguls. In der Saison 1994/95 nahm er an zehn Weltcups teil und erreichte dabei acht Top-Zehn-Platzierungen. Dabei wurde er in Breckenridge und in Le Relais jeweils Dritter sowie in Lake Placid Zweiter und belegte damit den 14. Platz im Gesamtweltcup sowie den vierten Rang im Moguls-Weltcup. Beim Saisonhöhepunkt, den Weltmeisterschaften 1995 in La Clusaz, sprang er erneut auf den siebten Platz im Moguls-Wettbewerb. In seiner letzten Weltcupsaison 1995/96 kam er in Altenmarkt-Zauchensee mit dem dritten Platz im Moguls letztmals aufs Podest und erreichte den 21. Platz im Gesamtweltcup, den sechsten Rang im Moguls-Weltcup sowie den dritten Platz im Dual-Moguls-Weltcup.
Nach seiner Weltcupkarriere nahm er von 1996 bis 1999 an der Profi-Mogul-Tour teil und holte dabei im Jahr 1999 den Weltmeistertitel. Zudem wurde er in den Jahren 1989 bis 1992 kanadischer Meister im Moguls und im Jahr 2003 in die Canadian Ski Hall of Fame aufgenommen.

## Erfolge

### Olympische Spiele
- 1992 Albertville: 5. Platz Moguls
- 1994 Lillehammer: 7. Platz Moguls

### Weltmeisterschaften
- 1989 Oberjoch: 6. Platz Moguls
- 1991 Lake Placid: 18. Platz Moguls
- 1993 Altenmarkt: 7. Platz Moguls
- 1995 La Clusaz: 7. Platz Moguls

### Weltcupsiege
Smart nahm an 85 Weltcups teil und erreichte 48 Top-Zehn-Platzierungen sowie 13 Podestplatzierungen.
| Datum             | Ort     | Land       | Disziplin |
| ----------------- | ------- | ---------- | --------- |
| 15. Dezember 1990 | Zermatt | Schweiz    | Moguls    |
| 12. Dezember 1992 | Tignes  | Frankreich | Moguls    |

### Weltcup-Gesamtplatzierungen
| Saison  | Gesamt | Gesamt | Moguls | Moguls | Dual Moguls | Dual Moguls |
| Saison  | Punkte | Platz  | Punkte | Platz  | Punkte      | Platz       |
| ------- | ------ | ------ | ------ | ------ | ----------- | ----------- |
| 1988/89 | 8      | 68.    | 58     | 20.    | –           | –           |
| 1989/90 | 20     | 25.    | 118    | 6.     | –           | –           |
| 1990/91 | 20     | 21.    | 163    | 6.     | –           | –           |
| 1991/92 | 17     | 25.    | 139    | 6.     | –           | –           |
| 1992/93 | 90     | 8.     | 812    | 2.     | –           | –           |
| 1993/94 | 58     | 36.    | 464    | 9.     | –           | –           |
| 1994/95 | 85     | 14.    | 596    | 4.     | –           | –           |
| 1995/96 | 76     | 21.    | 612    | 6.     | 184         | 3.          |